# Тённер (город)
Тённер (дат. Tønder, нем. Tondern) — город на юге Дании, недалеко от немецко-датской границы. Является центром муниципалитета Тённер в регионе Сидданмарк. Население 7564 (2024) жителей.
Город известен благодаря международному фестивалю народной музыки, который проводится здесь ежегодно.

## История

### Средние века
Тённер — один из старейших городов на перешейке между Северным морем и Балтийским морем. Уже в 1017 году он был известен как порт.
В 1227 году и 1238 свои монастыри здесь основали францисканцы и доминиканцы. В 1243 году на город распространилось Любекское право. В этом статусе он считатеся старейшим городом Дании. В средние века Тённер был одним из немногих портов на западном побережье Шлезвиг-Гольштейна. В память о тех временах герб города украшает корабль.
Из-за своего расположения на невысоких берегах и близости моря город неоднократно подвергался штормовым нагонам. Самые сильные наводнения, приводившие к серьёзным затоплениям, происходили в 1532, 1593, 1615 и в 1634 годах. Также Тённер неоднократно страдал от сильных пожаров. А в XVI и XVII веках в городе пять раз бушевала эпидемия чумы.

### Новое время

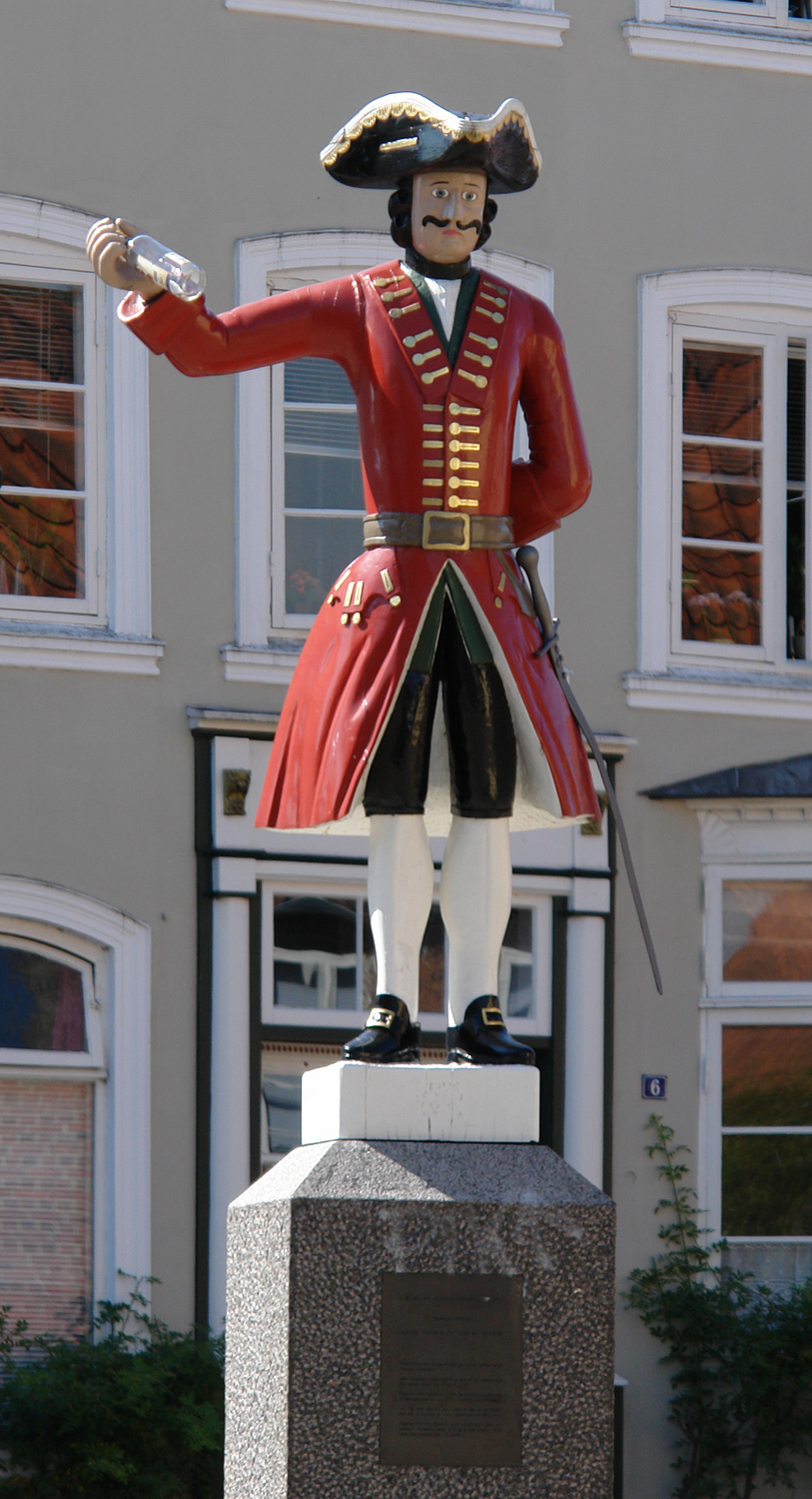
Статуя в память о знаменитом приставе Тённера по фамилии Каакманн, человеке суровом, но кристально честном.

В 1544 году датский король Кристиан III разделил Шлезвиг-Голштинские владения на три части. Одну он оставил себе, а другие передал сводным братьям в обмен на отказ от претензий на датский трон. Западными землями, где находится Тённер, стал владеть Ганс Шлезвиг-Гольштейн-Хадерслевский. Но он умер бездетным и его владения перешли к герцогу Адольфу Гольштейн-Готторпскому и королю Фредерику II.
Со временем активная мелиорации и строительство дамб значительно отодвинули морской берег от Тённера и он потерял своё значение как порт. В XVII веке важную роль в процветании города стали играть мастерские по кружевному ремеслу.
В 1788 году Тённер стал местом основания первой учительской семинарии в стране.
В XIX веке Тённер в числе прочих территорий стал объектом спора между Германией и Данией. Так как значительную часть населения города составляли немцы, то во время войне за Шлезвиг-Гольштейн (1848—1850) многие из них выступали за присоединение к южному соседу. После заключение мира Тённер остался в составе Дании и сохранил свои функции регионального центра.
После новой немецко-датской войны в 1864 году город перешёл род власть королевства Пруссии (с 1871 года — Германской империи) и оставался в этом статусе до 1920 года. В это время Тённер в значительной степени потерял своё прежнее значение экономического и торгового центра. Даже несмотря на то, что в 1868 году сюда была проведена железная дорога из Гамбурга.

### XX век
В годы Первой мировой войны здесь располагалась крупная база немецких военных дирижаблей.
После Первой мировой войны в Тённере был проведён плебисцит о государственной принадлежности. 77 процентов населения проголосовали за то, чтобы остаться в составе Германии. Однако по межгосударственным соглашениям Тённер перешёл под контроль Копенгагена. В последующие годы немецкие партии имели большинство в городском совете. До 1945 года все указатели писались на двух языках: датском и немецком. В 1920-е годы в Тённере располагался гарнизон датской армии.
С 9 апреля 1940 года и до конца Второй мировой войны Дания (а соответственно и Тённер) была оккупирована вермахтом. После её завершения влияние немецкого населения в стране значительно уменьшилось. В Тённере большинство жителей вскоре оказались датчанами.
Во второй половине XX века выросла роль туризма в экономике города.
В 1989 году в Тённере закрылся педагогический колледж, а в 2002 году в городе прекратила функционировать военная база.

## Достопримечательности
- В старом городе множество хорошо сохранившихся домов (в том числе построенных в XVII—XVIII веках), которые принадлежали богатым бюргерам.
- Церковь Христа (1592). Стиль — поздняя готика. Сохранилось множество интересных эпитафий.
- Музей культурной истории Сённерьялланда. Богатая коллекция артефактов.
- Музей Sønderjylland. В здании бывшей водонапорной башни расположена постоянная выставка, посвященная творчеству знаменитого дизайнера мебели Ханса Вегнера[англ.].
- Музей Sønderjylland. Экспозиция рассказывает о кружевном промысле.
- Музей дирижаблей и гарнизона города Тённер. Так как до 1920 года город был одной из крупнейших немецких баз дирижаблей, то этой теме посвящён отдельный музей.
- Статуя «Каакманн» на Рыночной площади. Каакманн — это фамилия знаменитого городского пристава. Он был так строг к должникам и настолько честно исполнял свои обязанности, что стал извечтен далеко за пределами Тённера. Статуя установлена в 1993 году.
- Дом Дрёшеса. Дом бюргера, построенный в 1672 года. Здесь находится выставка по истории кружевного производства в Тённере, а также коллекция очков.

## Фестиваль в Тённере
Ежегодно в Тённере проходит международный фестиваль народной музыки. Обычно мероприятие проводится в последние выходные августа. Это один из крупнейших фестивалей подобного рода в Европе.

## Знаменитые уроженцы
- Ханс Адольф Брорсон (дат. Hans Adolph Brorson; 1694—1764) — датский религиозный поэт; епископ.
- Иоганн Христиан Фабриций (дат. Johan Christian Fabricius; 7 января 1745 — 3 марта 1808) — датский энтомолог, один из основателей современной энтомологии.
- Генрих Вильгельм фон Герстенберг (нем. Heinrich Wilhelm von Gerstenberg, 3 января 1737 — 1 ноября 1823) — немецкий писатель.
- Курт Хансен (дат. Curt Hansen; род. 18 сентября 1964) — датский шахматист, гроссмейстер (1985).
- Петер Андреас Ганзен (нем. Peter Andreas Hansen; 8 декабря 1795 — 28 марта 1874) — немецкий астроном.
- Сигфрид Саломан (дат. Siegfried Saloman; 2 октября 1816 — 22 июля 1899) — датский скрипач и композитор.
- Кристоф Раупах (5 июля 1686 — между 1744 и 1758; год его смерти доподлинно не установлен) — немецкий органист и композитор. Отец органиста Германа Раупаха.
- Поуль Шлютер (дат. Poul Schlüter , род. 3 апреля 1929 года) — Премьер-министр Дании с 10 сентября 1982 по 25 января 1993 года. Супруг балерины Анн-Мари Вессел-Шлютер[da].
- Адам Бурхард Селлий (в монашестве Никодим; 1695—1746, Петербург) — русский библиограф, богослов, историк, писатель и философ датского происхождения.
- Олаф Герхард (Гергард) Тиксен (Тихсен) (нем. Oluf (Olaus) Gerhard Tychsen; 14 декабря 1734, Тённер — 30 декабря 1815, Росток) — немецкий востоковед, гебраист и библиотекарь; христианин еврейского происхождения.

## Галерея

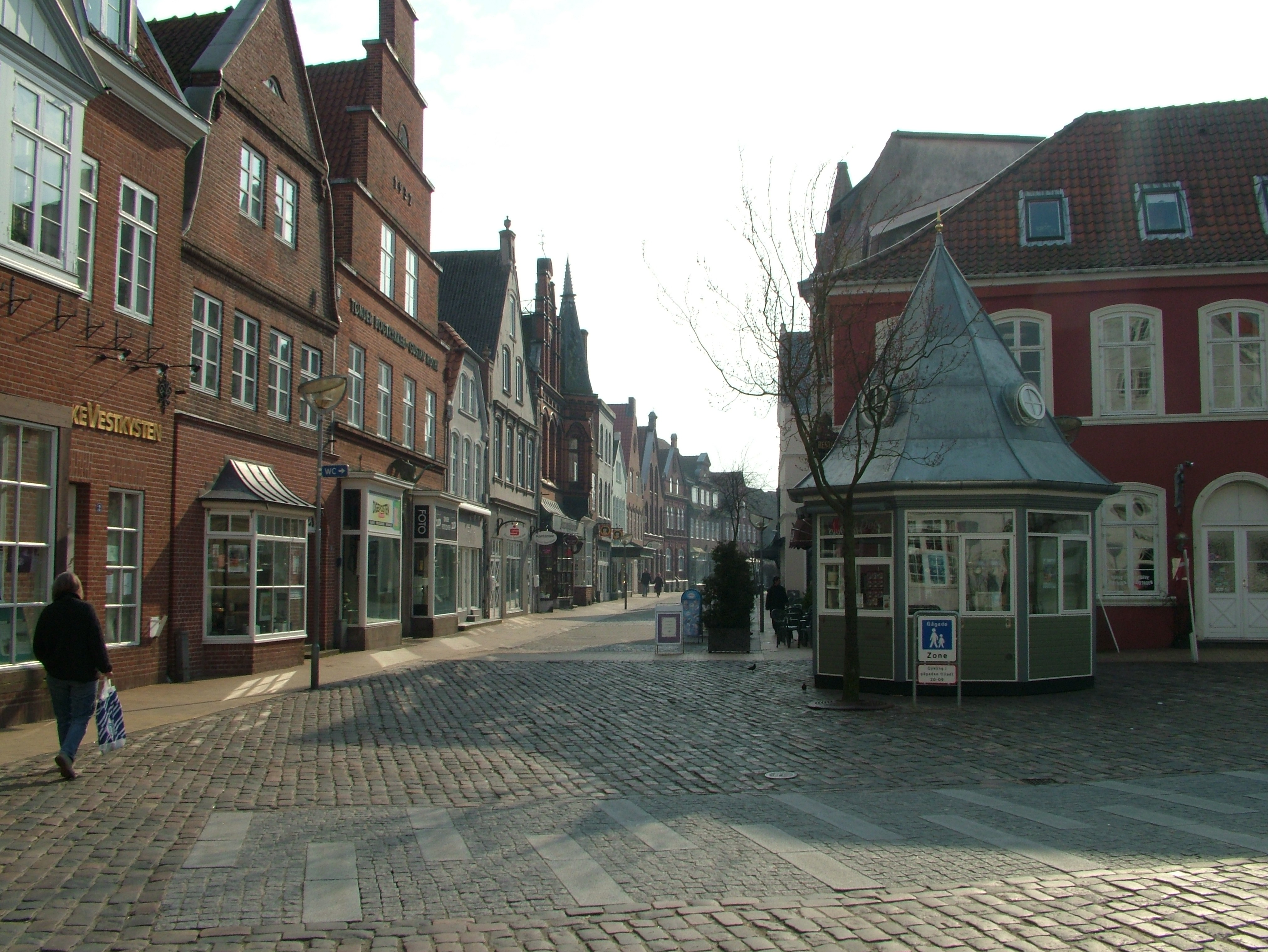
Пешеходная улица в старом центре
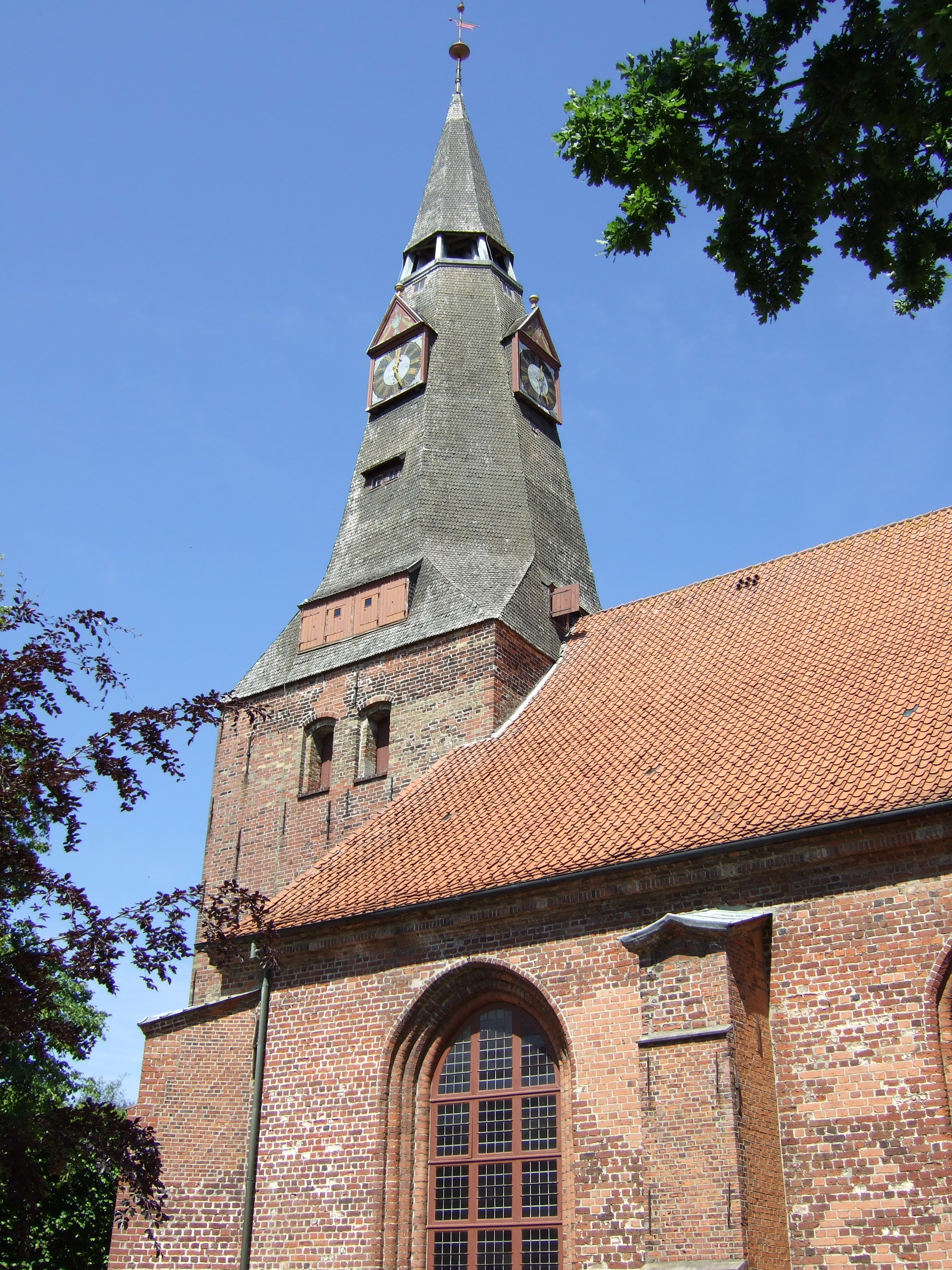
Лютеранская церковь
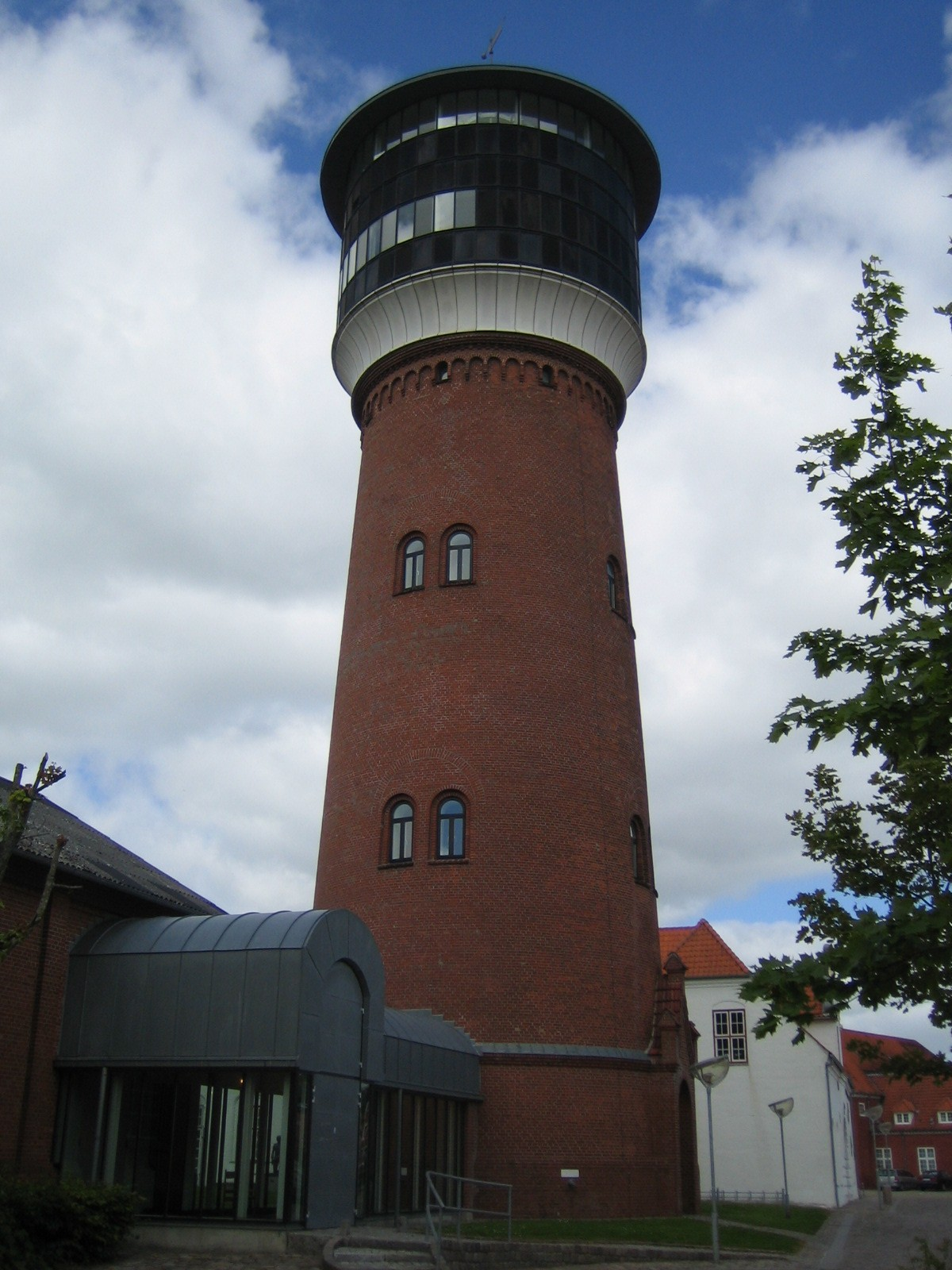
Водонапорная башня со смотровой площадкой
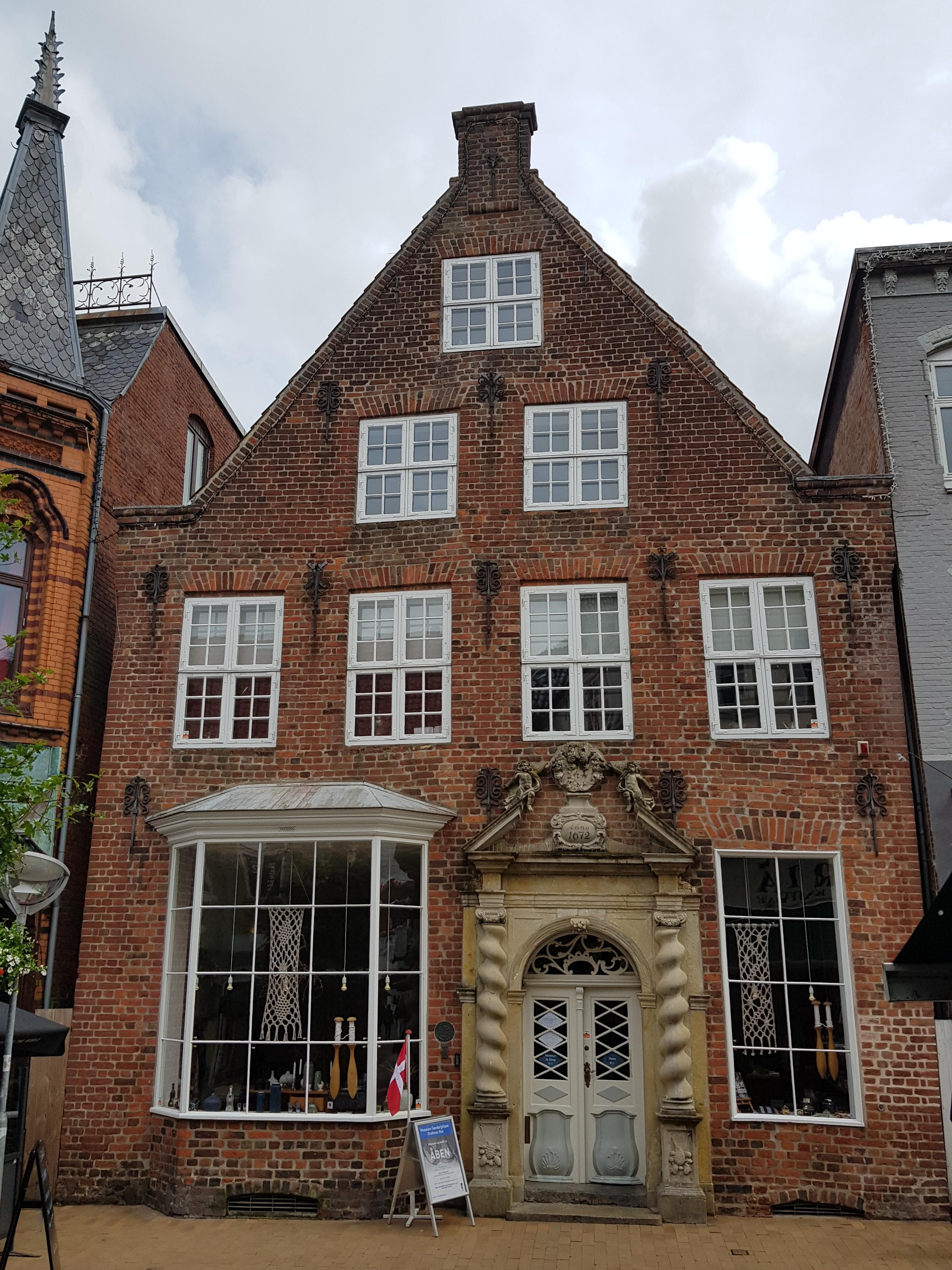
Старинный дом в центре
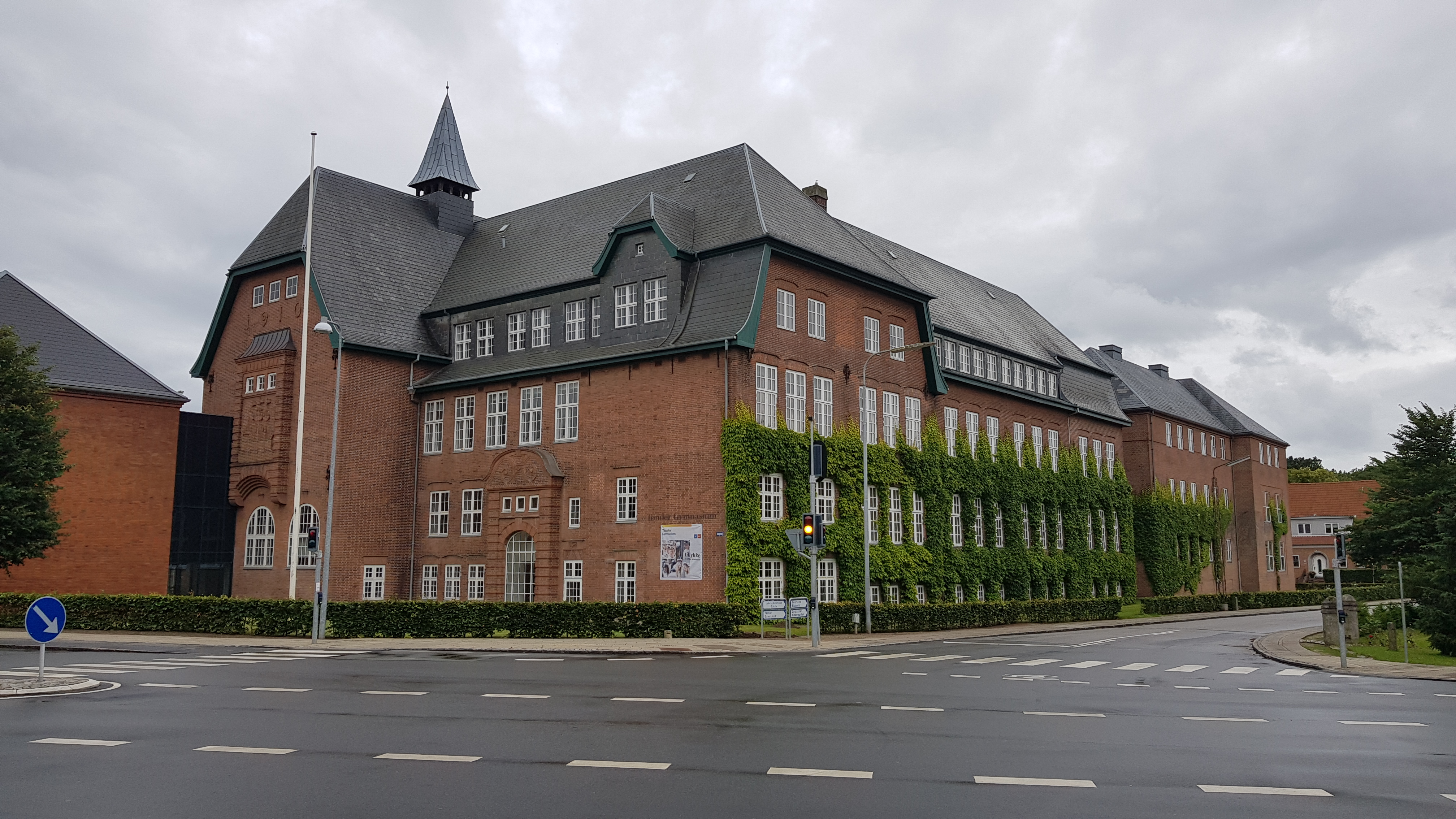
Гимназия Тённера